# Ophtalmoplon
Ophtalmoplon is een kevergeslacht uit de familie van de boktorren (Cerambycidae). De wetenschappelijke naam van het geslacht werd voor het eerst geldig gepubliceerd in 1965 door Martins.

## Soorten
Ophtalmoplon omvat de volgende soorten:
- Ophtalmoplon aurivillii Martins, 1965
- Ophtalmoplon diversum Martins, 1965
- Ophtalmoplon impunctatum Martins, 1965
- Ophtalmoplon inerme Martins, 1965
- Ophtalmoplon nigricorne Napp & Martins, 1985
- Ophtalmoplon simile Martins, Galileo & Limeira-de-Oliveira, 2009
- Ophtalmoplon spinosum Martins, 1965